# Carposina cervinella
Carposina cervinella is een vlinder uit de familie van de Carposinidae. De wetenschappelijke naam van de soort is voor het eerst geldig gepubliceerd in 1907 door Walsingham.